# 湖北华宜寄宿学校
湖北华宜寄宿学校（Hubei Huayi Boarding School）系华中师范大学第一附属中学创办办的一所小学初中寄宿制民办示范学校，1996年创办。位于武汉市江夏区。

## 学校历史
学校曾是华中师范大学附属第一中学初中部，于1996年脱离武汉华中师范大学第一附属中学独立运作。
2023年4月28日，经学校董事会研究决定，并报武昌区教育局核准、武昌区行政审批局批准，正式更名为“湖北华宜寄宿学校”。同年5月25日下午，学校在演播厅举行更名及揭牌仪式，标志着新校名的正式启用。

## 校长
- 张真
- 黄恒忠
- 刘莉

## 校训
人文与科技并重 传统与现代结合